# 劳伦斯·德普吕斯
劳伦斯·德普吕斯（荷蘭語：Laurens De Plus，1995年9月4日—），比利时男子自行车运动员，2017年Ster ZLM环赛总季军得主、2018年世界公路自行车锦标赛男子团体计时赛金牌得主、2019年BinckBank环赛总冠军得主。